# Tuctoria
Tuctoria là một chi thực vật có hoa trong họ Hòa thảo (Poaceae).

## Loài
Chi Tuctoria gồm các loài: